# Khaya
Khaya A.Juss., 1830 è un genere di piante della famiglia delle Meliacee che comprende specie arboree diffuse nell'Africa tropicale ed in Madagascar.

## Descrizione
Le piante crescono fino a 30-35 metri, ma possono raggiungere anche i 45 ed avere un tronco con un diametro superiore al metro. Le foglie sono pennate, composte da 4 a 6 paia di foglioline lunghe fino a 10-15 centimetri: a seconda delle specie le estremità possono essere acuminate o bruscamente arrotondate e le foglie decidue o sempreverdi. Produce infiorescenze di piccoli fiori a quattro o cinque petali di colore giallastro e dieci stami. Il frutto è un globulo composto da quattro o cinque capsule di 5-8 centimetri di diametro, contenenti numerosi semi alati.

## Tassonomia
Il genere comprende le seguenti specie:
- Khaya agboensis A.Chev.
- Khaya anthotheca (Welw.) C.DC.
- Khaya euryphylla Harms
- Khaya grandifoliola C.DC.
- Khaya ivorensis A.Chev.
- Khaya madagascariensis Jum. & H. Perrier
- Khaya nyasica Stapf ex Baker f.
- Khaya senegalensis (Desv.) A.Juss.

## Usi
Il legname delle varie specie viene chiamato khaya, kaya o più spesso mogano africano o mogano khaya. Diverse specie di Khaya sono simili al vero mogano ma con un peso specifico mediamente inferiore. Con il legno vengono prodotti mobili, strumenti musicali e rivestimenti in genere.